# Rubén Moreno Palanques
Rubén Moreno Palanques (Castellón de la Plana, Comunidad Valenciana; 23 de julio de 1958) es un médico, científico y político español. Fue senador en la XIV, y diputado en el Congreso de los Diputados en la X, XI y XII legislaturas; Secretario de Estado de Relaciones con las Cortes en el gobierno de Mariano Rajoy; y Secretario General de Sanidad en los gobiernos de los presidentes Aznar y Rajoy.Actualmente, es Consejero de RTVE.

## Biografía
Doctor en medicina y cirugía por la Universidad de Valencia, fue el primer miembro de su familia en dedicarse a la medicina, pero no a la política. Su abuelo materno se presentó a las elecciones municipales convocadas por la Segunda República, por Acción Republicana, creada por Manuel Azaña en 1926.

## Carrera científica

### Genoma Humano
Su principal labor científica se desarrolló en los Institutos Nacionales de Salud de los Estados Unidos (NIH) en Bethesda, Maryland, Estados Unidos. Junto con Craig Venter y Mark Adams, inició en 1990 uno de los mayores proyectos abordados en la historia de la Ciencia, el “Primer Directorio del Genoma Humano”. Uno de los grandes objetivos del Proyecto Genoma Humano era la identificación no sólo de todos los genes humanos, sino de sus alternativas de “splicing,” responsables de la totalidad de las proteínas humanas. Venter y su equipo crearon una nueva estrategia, la secuenciación de ADN complementario (ADNc), que fue esencial para la identificación, anotación y validación rápida de genes, facilitando su localización en el genoma humano y la identificación de sus homólogos en otros genomas. Fue el método de identificación de genes por EST (Expressed Sequence Tags) o marcadores de secuencia expresada (secuencias de genes con expresión). El descubrimiento fue publicado inicialmente en la revista científica Science. Los ESTs fueron calificados por los Consorcios Internacionales Público y Privado que secuenciaron el Genoma Humano, como un proyecto absolutamente esencial para cristalizar el Proyecto Genoma. Hasta 1991 y del desarrollo de los EST, la comunidad científica había obtenido información sobre la secuencia de menos de 3 000 genes humanos. Gracias a los trabajos del equipo de Venter, en enero de 1995 ya se disponía de información sobre 5.100 genes humanos, y más de 20.000 estaban representados por secuencias EST.
Esos datos de la anatomía genética humana fueron enviados a la revista Nature. Debido a que el documento tenía 172 páginas de información, unas veinte veces más largo de lo que suele ser habitual en un artículo científico típico, Nature decidió, por primera vez en su larga historia, publicarlo en un número especial, “The Genome Directory”, que también incluiría los primeros documentos para hacer un primer mapa del genoma humano, en el cual sus EST fueron hitos clave. En este suplemento emblemático de Nature de 1995, el equipo de Venter describió unos 170 000 EST que podrían usarse para identificar más de 87 000 secuencias únicas de ADNc que se expresaban en 37 tejidos y órganos en distintas fases del desarrollo del ser humano, más del 80% de las cuales se desconocían previamente. Se había creado así el primer directorio del Genoma Humano basado en la secuencia de 83 millones de nucleótidos de ADNc o Transcriptoma, que supuso el primer análisis de la diversidad genética y de los patrones de expresión de nuestro Genoma.
A pesar de los artículos publicados en Science y Nature por Venter y su equipo, sus descubrimientos provocaron la controversia y duros ataques por muchos que lo consideraban una amenaza a la forma tradicional de descubrir genes. Uno de sus mayores críticos fue el premio Nobel James Watson, descubridor de la estructura en doble hélice del ADN. Bernadine Healy, la primera directora de los NIH, recién nombrada en 1991 por el presidente George H.W. Bush, acabó pidiéndole su renuncia como director del Proyecto del Genoma Humano.

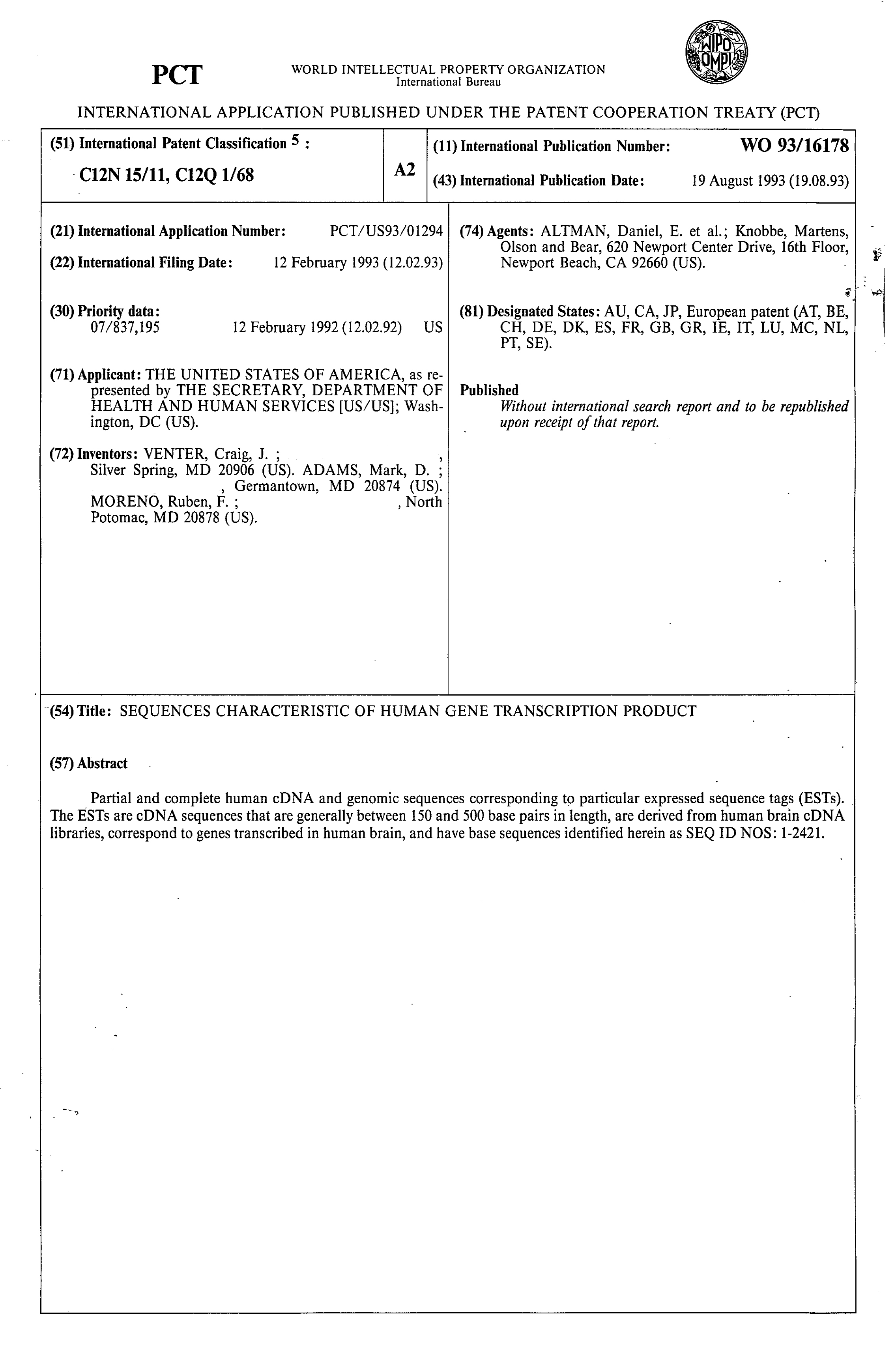
Primera solicitud de patente de EST por los Estados Unidos de América, representados por el Secretario de Salud y Servicios Humanos de los EE. UU., con Venter,Adams y Moreno como inventores.

Con la información de las secuencias EST se hizo una primera solicitud de patente por los Estados Unidos de América, representados por el Secretario de Salud y Servicios Humanos de los EE. UU., con Venter, Adams y Moreno como inventores. Sin embargo, las diferencias con el gobierno americano sobre la política de patentes respecto a todos los genes identificados por el equipo de Venter, propició que éste abandonara en bloque los NIH para fundar el Instituto de Investigación Genómica (TIGR), en Rockville, Maryland, donde continuó su labor.
A partir de estos trabajos se creó en el Centro Nacional para la Información en Biotecnología (NCBI), de la National Library of Medicine, en los NIH, la base datos dbEST (base de datos de EST), que en 10 de octubre de 2019, incluía 77.746.005 de entradas, de las que 11.375.046 correspondían a secuencias del ser humano. Una vez secuenciado el Genoma Humano, la localización física de los genes a través de sus EST, fue de un enorme valor, tanto para el conocimiento básico de la estructura y función del Genoma, como para la genética clínica: Entre las 88.000 EST había cientos o miles de genes responsables de enfermedades, y gracias a ellos se descubrieron inmediatamente algunos por homología de secuencias como los tres asociados al cáncer de colon; o el de la deficiencia de glicerol quinasa, un síndrome caracterizado por retraso en el crecimiento, retraso mental, y osteoporosis con fracturas patológicas. Otro ejemplo fue el de varias EST correspondientes al gen de la enfermedad renal poliquística, que fueron descubiertas por ellos, mucho antes de que el ADN completo del gen se descubriera. Si las EST se hubieran localizado en el genoma, el descubrimiento del gen de la enfermedad se hubiera adelantado en varios años. Gracias al descubrimiento de las EST, el descubrimiento de todos los genes se puede hacer ahora con una mayor facilidad mediante la comparación de esas secuencias con las del Genoma Humano completamente descifrado.

### Terapia génica
Posteriormente, Ruben Moreno se incorporó al equipo de Michael Blaese, en la Sección de Terapia Génica Clínica del Instituto Nacional del Cáncer y del Centro Nacional para la Investigación del Genoma Humano, en los NIH, donde desarrolló estrategias de terapia génica para el tratamiento del cáncer mediante la inyección intratumoral de “genes suicidas”. Estas estrategias consistieron en la utilización del gen citosindeaminasa que convierte a la 5-fluorcitosina (un producto inocuo a determinadas dosis) en 5-fluoruracilo (altamente tóxico) en el seno del tumor; o del gen timidinkinasa del virus herpes simple o del varicela-zóster combinados con ganciclovir o valaciclovir, como profármacos poco tóxicos que eran convertidos in situ en metabolitos activos frente a las células cancerosas, lo que conduce a la destrucción selectiva del tumor respetando el tejido normal. Por lo tanto, al no ser administrado por vía general para combatir al cáncer, carecía de los efectos tóxicos generalizados propios de la quimioterapia. La especificidad de la selección de las células tumorales se basaba en las características de los vectores retrovirales que se utilizaban para la transferencia del gen, y al fenómeno conocido como efecto "espectador".

## Carrera política

### Administración Autonómica
En 1995 fue nombrado director general del Servicio Valenciano de Salud; en 1997, subsecretario de la Consejería de Sanidad; y en 1999, Subsecretario para la Agencia Valenciana de la Salud en la Consejería de Sanidad de la Generalidad Valenciana. Durante esta etapa, se construyó el Hospital de Alzira. Acogiéndose a la nueva Ley 15/1997, de 25 de abril, sobre habilitación de nuevas formas de gestión del Sistema Nacional de Salud, se optó por el denominado posteriormente como modelo Alzira, por ser la forma posible de dotar de infraestructura especializada hospitalaria a la única área sanitaria de la Comunidad Valenciana que había permanecido sin hospital durante los 13 años anteriores. Asimismo, impulsó la creación de las primeras fundaciones para la investigación de los hospitales de la Comunidad Valenciana, y unas de las primeras de España. Coordinó la política de investigación sanitaria de la Comunidad Valenciana, y participó en el definición y dirección de la política científica de la Comunidad a través de la Comisión Gestora del Plan Valenciano de Ciencia y Tecnología, y del Consejo de Política Científica y Tecnológica de la Generalitat Valenciana, de los que fue miembro desde su creación. 

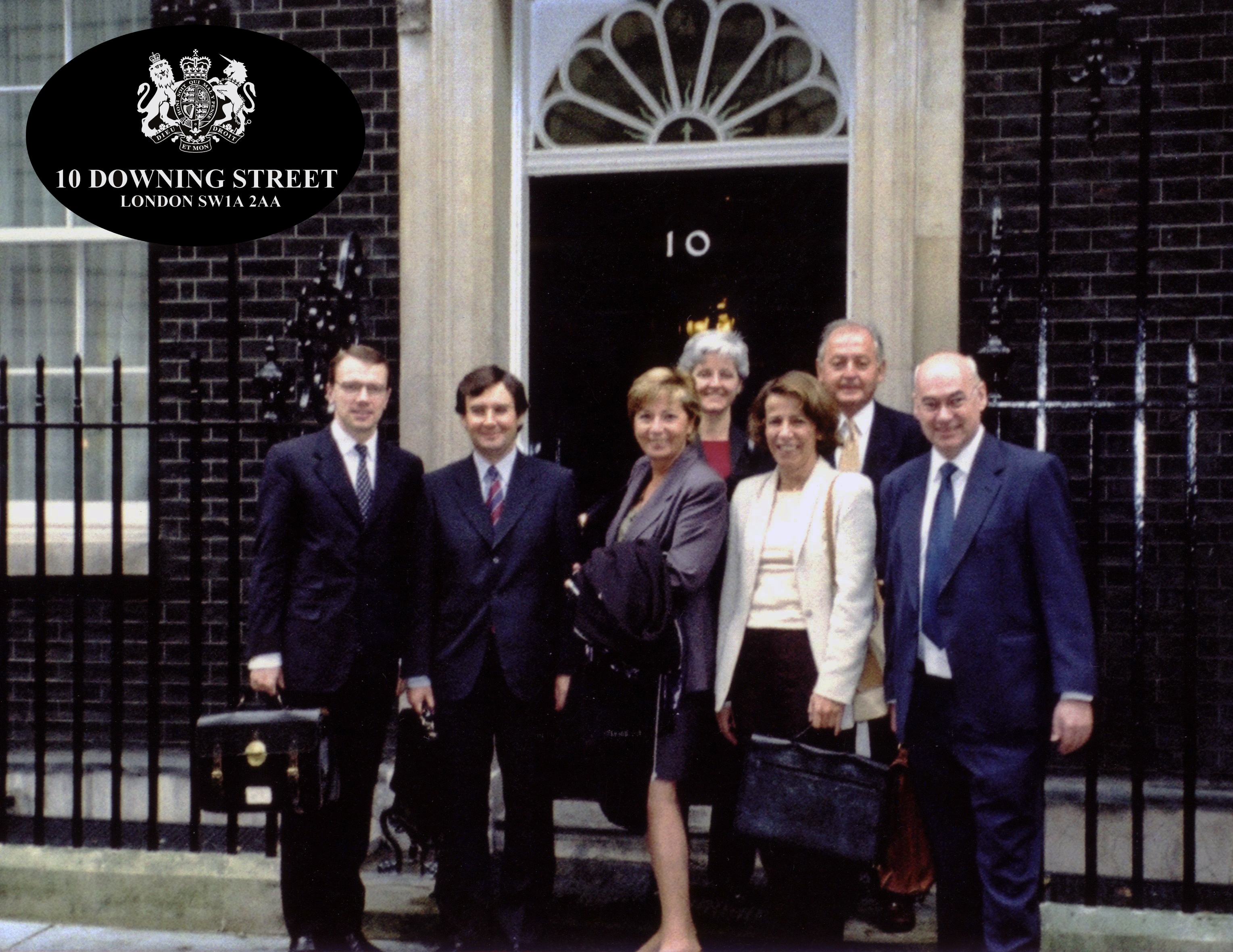
Rubén Moreno, Secretario General del Ministerio de Sanidad y Consumo en el número 10 de Downing Street, residencia oficial del primer ministro del Reino Unido, en la Ciudad de Westminster en Londres, Inglaterra.

### Secretaría General de Gestión y Cooperación Sanitaria, y Presidencia del INSALUD
Con el comienzo del segundo mandato de José María Aznar en 2000, es nombrado Secretario General de Gestión y Cooperación Sanitaria del Ministerio de Sanidad y Consumo, y presidente de INSALUD, sustituyendo a Alberto Núñez Feijóo. 

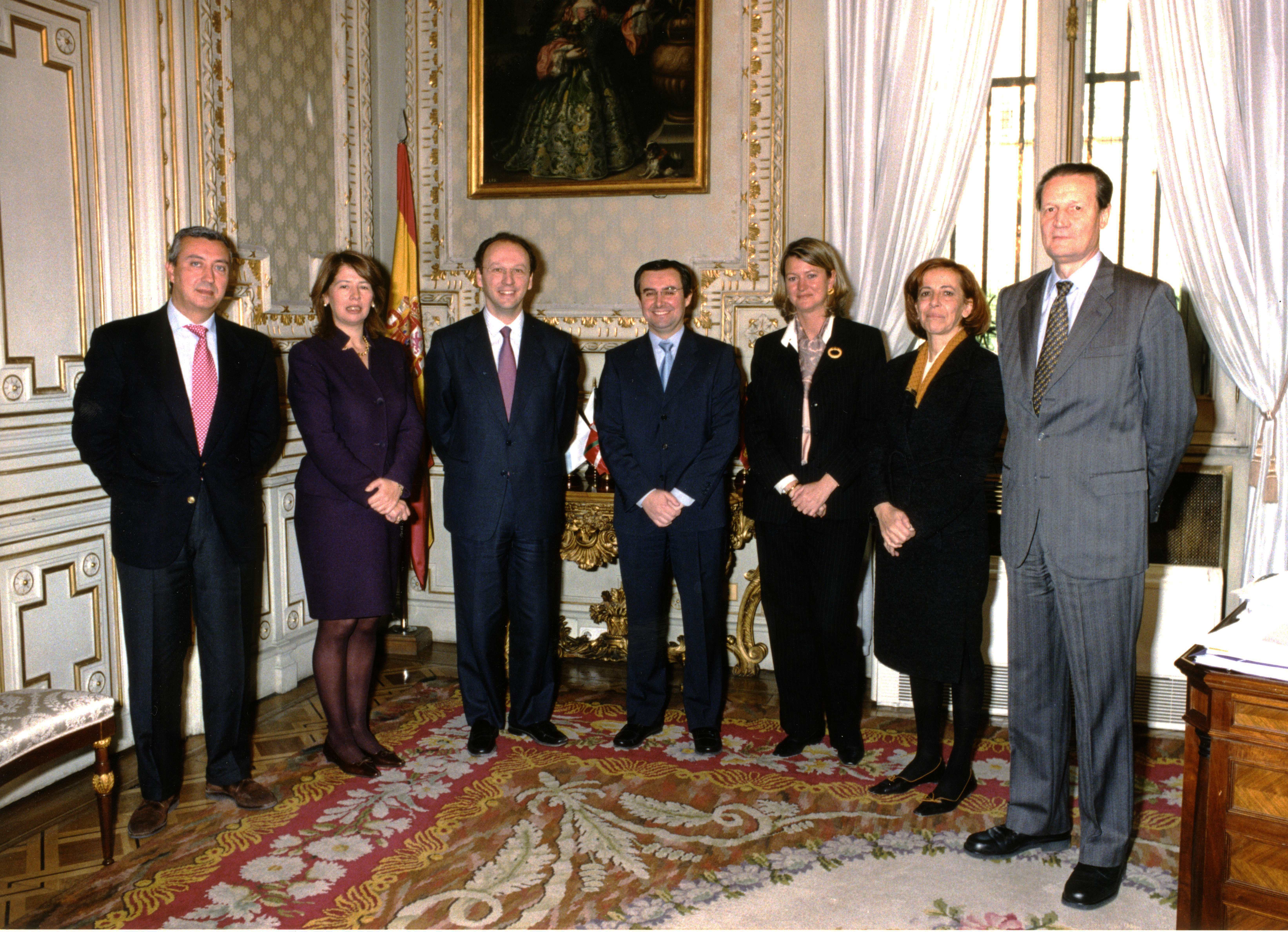
Representantes de la Administración General del Estado en el proceso de transferencia de las competencias del INSALUD a las CCAA

#### Transferencias de competencias a las comunidades autónomas en materia de sanidad
En ese periodo se encarga de realizar el mayor traspaso de competencias realizadas en España, las transferencias en materia de sanidad desde el INSALUD a las diez comunidades autónomas del artículo 143 de la Constitución que aún no las habían asumido: Comunidad de Madrid, Principado de Asturias, Castilla y León, Illes Baleares, Aragón, Región de Murcia, Castilla-La Mancha, Cantabria, Extremadura, y La Rioja. En 11 meses de negociación con 10 Presidentes de CCAA y más de 30 Consejeros, realizó la transferencia de recursos valorados en 1,6 billones de pesetas (en valor correspondiente al ejercicio de 1999), 139.564 trabajadores sanitarios estatutarios, 82 hospitales, 35.734 plazas hospitalarias, y 1.069 centros de salud. De este modo, se cerró definitivamente el modelo de Sistema Nacional de Salud (SNS) de España tras un proceso que se había iniciado hacía 20 años, al haberse completado la descentralización sanitaria prevista en la Ley 14/1986, de 25 de abril, General de Sanidad, y al mismo tiempo se establecían las bases de la cooperación y coordinación del sistema sanitario español. Así, desde comienzos del año 2002, todas las comunidades autónomas asumieron las funciones y los servicios que venía prestando el Instituto Nacional de la Salud (INSALUD), lo que supuso una descentralización completa de la asistencia sanitaria del Sistema Nacional de Salud.
| TRANSFERENCIAS SANITARIAS A LAS COMUNIDADES AUTÓNOMAS |                    |                    |            |            |                     |
| Comunidad                                             | Puestos de trabajo | Puestos de trabajo | Hospitales | Hospitales | Camas hospitalarias |
| Aragón                                                | 13.260             | 13.260             | 8          | 8          | 3.355               |
| Asturias                                              | 10.310             | 10.310             | 7          | 7          | 3.116               |
| Baleares                                              | 5.604              | 5.604              | 3          | 3          | 1.240               |
| Cantabria                                             | 5.682              | 5.682              | 3          | 3          | 1.511               |
| Castilla-La Mancha                                    | 14.158             | 14.158             | 12         | 12         | 4.146               |
| Castilla y León                                       | 24.363             | 24.363             | 18         | 18         | 6.309               |
| Extremadura                                           | 9.793              | 9.793              | 8          | 8          | 2.928               |
| La Rioja                                              | 2.421              | 2.421              | 1          | 1          | 625                 |
| Madrid                                                | 44.308             | 44.308             | 16         | 16         | 10.343              |
| Murcia                                                | 9.665              | 9.665              | 6          | 6          | 2.161               |
| TOTAL . . .                                           | 139.564            | 139.564            | 82         | 82         | 35.734              |

Previamente a la culminación del proceso de transferencia de las competencias del INSALUD a las CCAA se elaboró el Proyecto de Ley por el que se establecía un proceso extraordinario de consolidación y provisión de plazas de personal estatutario en el ámbito del Instituto Nacional de la Salud (Insalud).
Simultáneamente se inició la construcción de nuevos hospitales del INSALUD como el nuevo hospital "Puerta de Hierro" en Majadahonda (Madrid), y el nuevo hospital de Mahón (Illes Balears).

#### Cohesión Sanitaria
Mediante acuerdo nacional, logró establecer los criterios, indicadores y requisitos mínimos, básicos y comunes en materia de listas de espera para consultas externas, pruebas diagnósticas/terapéuticas e intervenciones quirúrgicas con la finalidad de lograr un tratamiento homogéneo de las mismas en el conjunto del Sistema Nacional de Salud y garantizar la transparencia e información facilitada al ciudadano. Al tiempo que cerraba las transferencias de competencias a las CCAA en materia de sanidad, creó el Fondo de cohesión sanitaria con la finalidad garantizar la igualdad de acceso a los servicios de asistencia sanitaria públicos en todo el territorio español, y la atención a ciudadanos desplazados procedentes de países de la Unión Europea o de países con los que España tenga suscritos convenios de asistencia sanitaria recíproca. Posteriormente estableció el procedimiento de gestión y distribución del Fondo para compensar con cargo al mismo a las CCAA por el saldo neto de la asistencia sanitaria prestada a desplazados. Dicho fondo se ha mantenido hasta la actualidad respetando su papel como mecanismo de financiación adicional destinado a compensar los costes de asistencia sanitaria generados por pacientes derivados entre comunidades autónomas, desplazados en estancia temporal en España con derecho a la asistencia a cargo de otro Estado y pacientes derivados a centros, servicios y unidades de referencia, estableciendo incentivos para que estas comunidades autónomas facilitaran la movilidad de los ciudadanos españoles, con el objetivo último de garantizar igualdad en el acceso en todo el territorio español.

#### Recursos Humanos
Colaboró en la elaboración del Real Decreto por el que se crearon las categorías y modalidades de médicos de Urgencia Hospitalaria y de médicos de Admisión y Documentación Clínica,[cita requerida] en el ámbito de las instituciones sanitarias del Instituto Nacional de la Salud (INSALUD), categorías que quedaron integradas en el Estatuto Jurídico del Personal Médico.

#### Política científica sanitaria

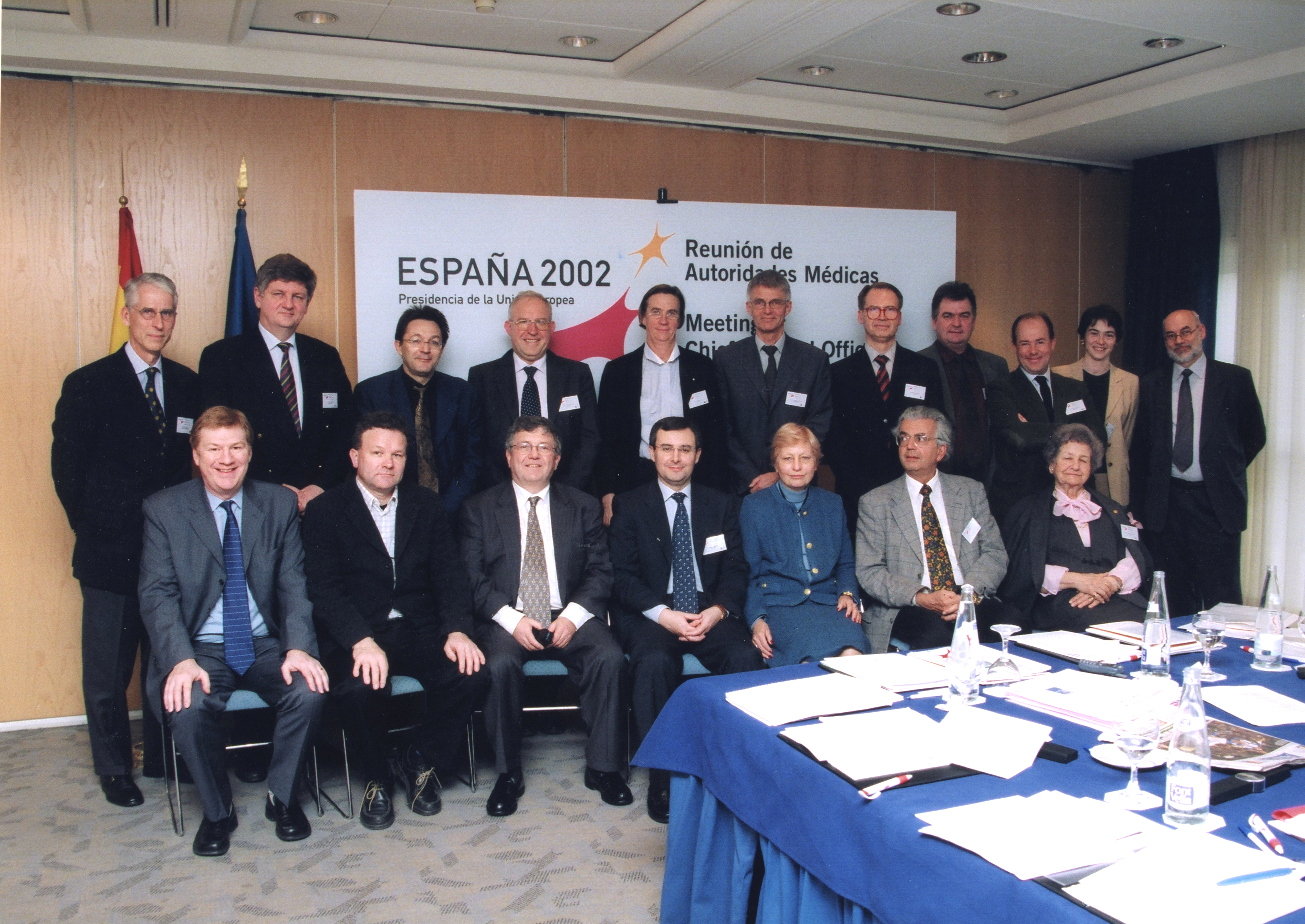
Reunión de Chief Medical Officers de la Unión Europea en Valencia, 8 de marzo de 2002

En colaboración con el Ministerio de Ciencia y Tecnología creó la Fundación para el Desarrollo de la Investigación en Genómica y Proteómica (Fundación Genoma España), con el objetivo principal de impulsar la investigación del genoma en España, de manera que España pudiese participar activamente en la segunda fase de investigación del genoma, desarrollada por diferentes países del mundo, llamada a propiciar notables avances y aplicaciones en el campo de la salud, humana y animal, así como en los sectores biotecnológico y agroalimentario.
Fue Vicepresidente del Consejo Rector del Instituto de Salud Carlos III (ISCIII), y como Secretario General del Ministerio de Sanidad y Consumo del que dependía directamente el ISCIII, dirigió la política científica sanitaria española, impulsando la creación de los Centros Nacionales de Enfermedades Raras, Medicina Tropical y Enfermedades Neurológicas, y del Programa de Redes temáticas de investigación cooperativa que instauró en España un modelo muy innovador de investigación en salud según la revista Lancet, que agrupó a más de 11.000 investigadores en 69 redes de temáticas sanitarias distribuidas a través de todas las CCAA.
Impulsó la aprobación del Estatuto del Instituto de Salud «Carlos III» mediante Real Decreto, con él se definieron sus funciones, objetivos, órganos de gobierno y estructura organizativa del Organismo. Al mismo tiempo se establecieron las pautas de desarrollo de su actividad de gestión y coordinación de la investigación y de su actividad propia investigadora y se ordenó el marco de sus relaciones institucionales.

##### Fundaciones de investigación de los hospitales del INSALUD
Durante su Presidencia se constituyeron las fundaciones de investigación de importantes hospitales del INSALUD:
- Fundación de Investigación Hospital Universitario de Getafe[56]
- Fundación de Investigación Hospital Universitario "La Princesa"[57]
- Fundación de Investigación Hospital Universitario Son Dureta[58]
- Fundación de Investigación Hospital Universitario Puerta de Hierro[59]
- Fundación de Investigación Hospital Ramón y Cajal[60]
- Fundación de Investigación Hospital Clínico San Carlos[61]
- Fundación de Investigación Hospital Universitario La Paz[62]
- Fundación de Investigación Hospital Universitario "Príncipe de Asturias"[63]

### Elecciones generales de 2011
Fue elegido diputado por Valencia en las Elecciones generales de España de 2011 en las listas del Partido Popular, donde ejerció como Portavoz de la Comisión de Sanidad y Servicios Sociales (desde el 13/09/2013 al 05/12/2014); Portavoz de la Comisión Mixta para la Unión Europea (desde el 02/10/2012 al 13/09/2013); y Vicepresidente Segundo de la Comisión de Seguimiento y Evaluación de los Acuerdos del Pacto de Toledo. Además también fue vocal de la Comisión Mixta para la Unión Europea y Miembro Titular de la Delegación española en la Asamblea Parlamentaria del Consejo de Europa. A partir de entonces desarrolló una intensa actividad a nivel europeo, tanto como miembro titular de la Asamblea Parlamentaria del Consejo de Europa, como de la Conferencia de Comisiones Parlamentarias para Asuntos de la Unión de los Parlamentos de la Unión Europea (COSAC) -la conferencia de miembros del Parlamento Europeo y miembros nacionales del Parlamento que provienen de las comisiones parlamentarias responsables de los asuntos de la Unión Europea. 

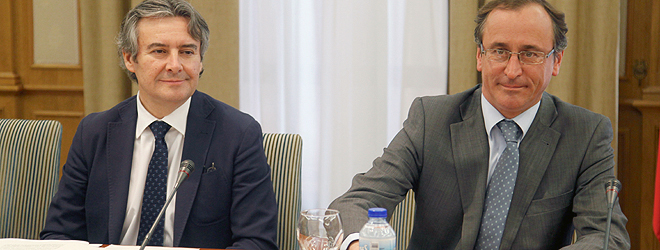
Alfonso Alonso y Rubén Moreno en el Ministerio de Sanidad, Servicios Sociales e Igualdad en 2015

### Secretaría General de Sanidad y Consumo
En diciembre de 2014 renunció al escaño al ser nombrado secretario general de Sanidad y Consumo del Ministerio de Sanidad, Servicios Sociales e Igualdad con el ministro Alfonso Alonso.

#### Atención sanitaria

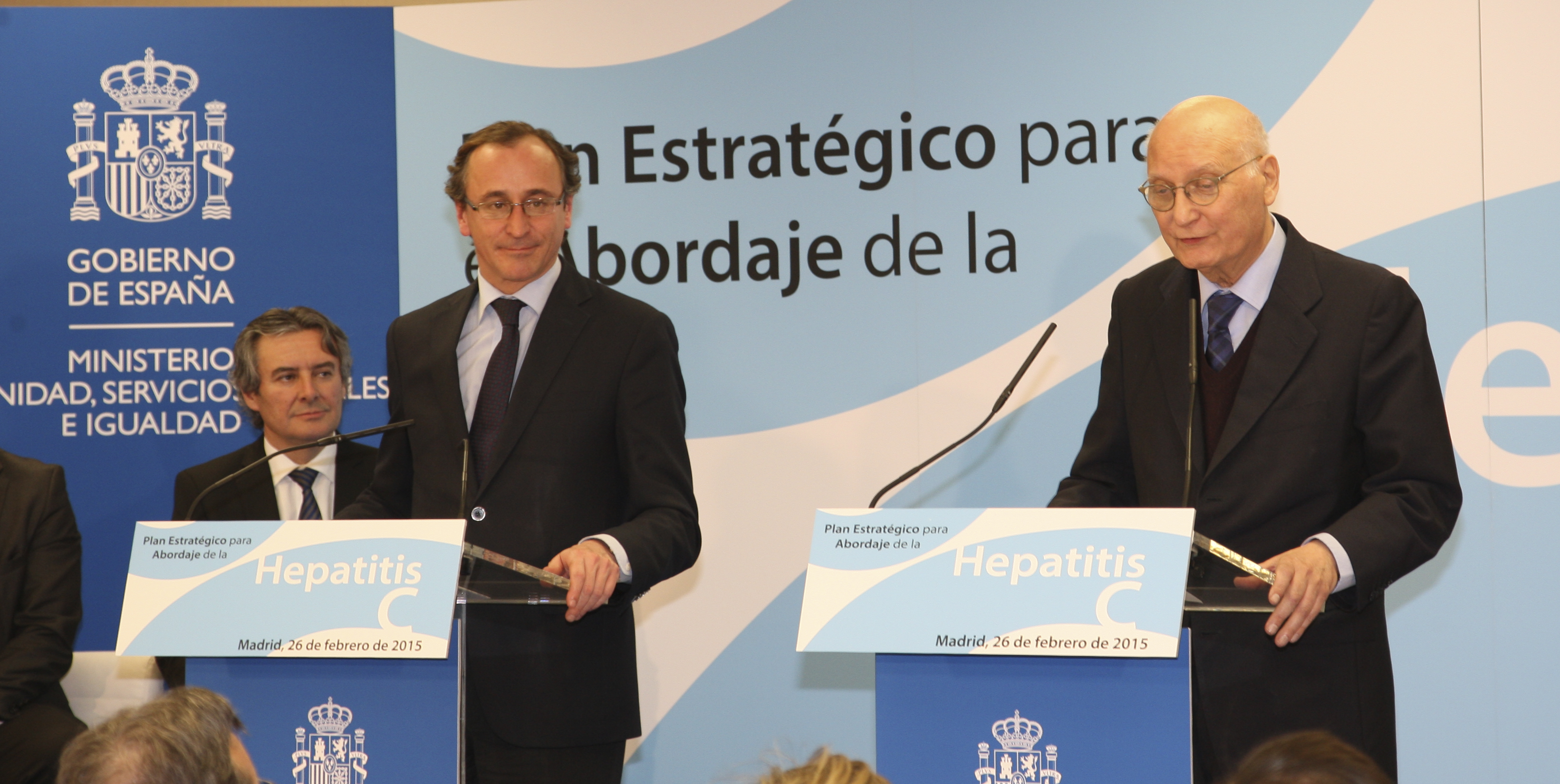
Presentación del Plan estratégico para el abordaje de la hepatitis C en el Sistema Nacional de Salud por el ministro Alfonso Alonso, el secretario general de Sanidad Rubén Moreno, y el presidente del comité de expertos Joan Rodés Teixidor

##### Crisis de la hepatitis C
A su llegada al Ministerio de Sanidad, Alonso y Moreno tuvieron que enfrentarse ese mes diciembre de 2014 a la crisis sanitaria de alcance general que se había desencadenado en los meses previos a consecuencia del encierro en centros sanitarios de grupos de pacientes afectados por Hepatitis C, que reclamaban la administración del tratamiento con fármacos antivirales de última generación (sofosbuvir, ledipasvir, daclatasvir, etc…) a todas las personas afectadas de hepatitis C.

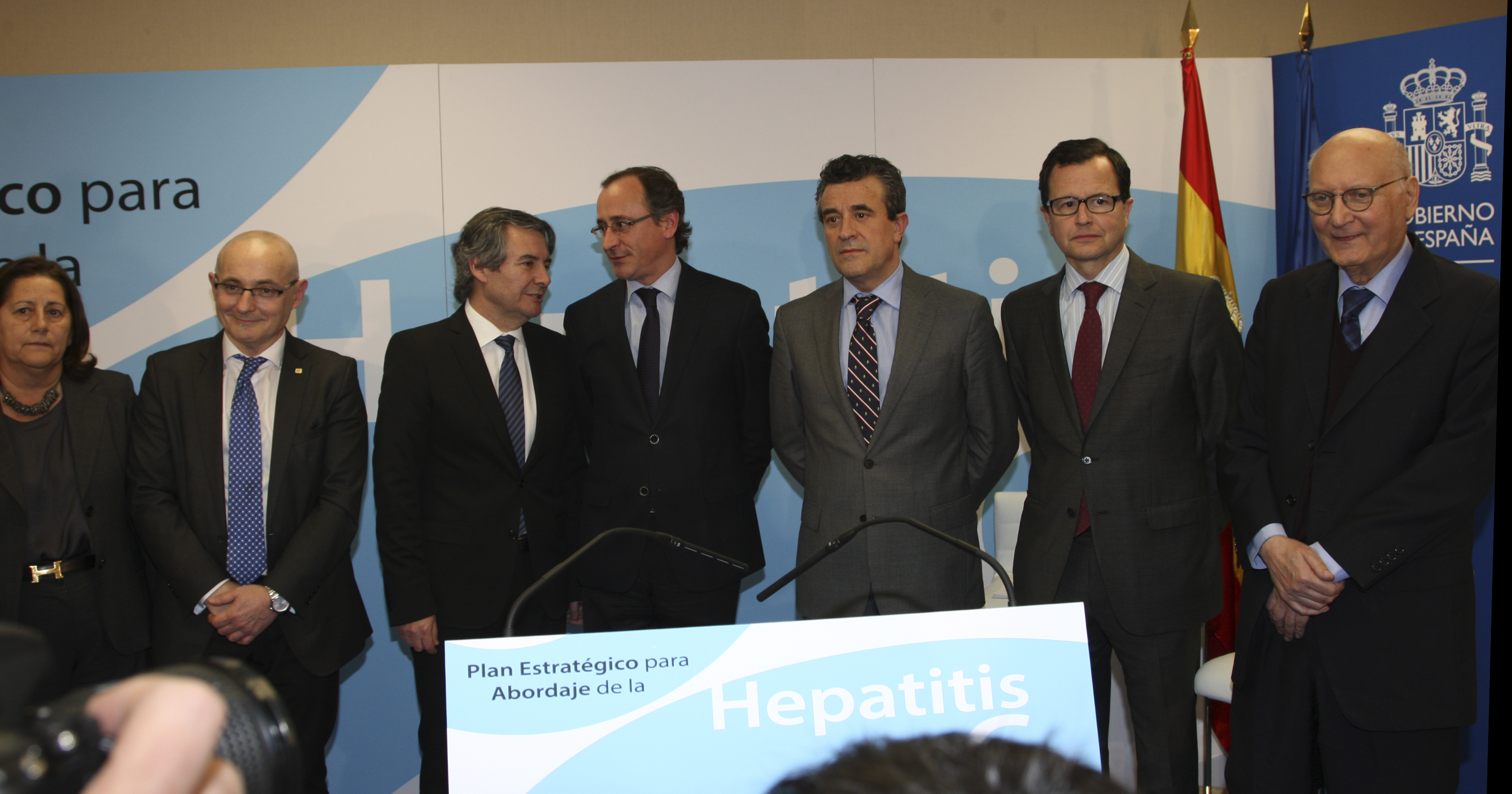
Expertos del Plan estratégico para el abordaje de la hepatitis C en el Sistema Nacional de Salud, Joan Rodés Teixidor, Agustín Albillos Martinez, Javier Crespo García, Alfonso Moreno González, María Buti Ferret, Antonio Luis Andreu Périz, Daniel Zulaika Aristi, con Alfonso Alonso y Rubén Moreno

Mientras algunos países establecían moratorias retrasando los tratamientos hasta un año, en menos de un mes diseñaron un plan de actuación para solventar esta situación, cuyos ejes fueron, de un lado, la constitución de un Comité de Expertos Nacionales e Internacionales encargado de elaborar un Plan Estratégico Nacional para el Abordaje de la Hepatitis C, que resultaría aprobado por el Pleno del Consejo Interterritorial del Sistema Nacional de Salud (CISNS) del 14 de enero de 2015, plan pionero en toda Europa que se puso a disposición de otros países que se mostraron interesados; y de otro lado, la reducción del coste de los medicamentos antivirales de nueva generación en un 76,15%, mediante diversos acuerdos para su financiación, como un techo máximo de gasto, un gasto máximo por paciente y un acuerdo precio-volumen. Adicionalmente, y con el fin de hacer factible la incorporación de estos tratamientos y cumplir las recomendaciones establecidas en el Plan Estratégico de abordaje de la enfermedad, el Ministerio de Hacienda y Administraciones Públicas puso a disposición de las comunidades autónomas la posibilidad de su financiación por el Fondo de Financiación a Comunidades Autónomas, a través de los compartimentos Fondo de Liquidez Autonómico y Facilidad Financiera. La Comisión Delegada para Asuntos Económicos del 20 de noviembre de 2015 asignó recursos del Fondo de Financiación a Comunidades Autónomas en el tramo III Déficit por importe de mil millones de euros, a través de los mecanismos Facilidad Financiera y Fondo de Liquidez Autonómico para garantizar que las comunidades autónomas dispusieran de financiación a través de este mecanismo para pagar los nuevos antivirales de acción directa para el tratamiento de la hepatitis C crónica. Todo ello tuvo el mejor resultado posible tanto en términos de salud para los pacientes, como en términos de accesibilidad para la Administración estatal y autonómica, y ha permitido tratar y curar a más de 130.000 pacientes, en una historia de éxito colectivo, que puede culminar con la eliminación de la hepatitis C en España en 2024, seis años antes del objetivo establecido por la Organización Mundial de la Salud (OMS), lo que convertiría a nuestro país en el segundo país del mundo en hacerlo, después de Islandia.

##### Crisis del Ébola
Organizó a través del Instituto Nacional de Gestión Sanitaria (Ingesa), la compra del material para combatir el virus Ébola para la creación de un inventario estratégico centralizado y el envío del material a las comunidades autónomas y otros departamentos de la Administración General del Estado, como Policía Nacional, para hacer frente a las necesidades que surgieran y atender cualquier caso de emergencia o desabastecimiento en el Sistema Nacional de Salud. Tras mantener reuniones con todas las comunidades autónomas para conocer sus stocks de material y sus necesidades, se adquirieron monos de protección, guantes, mascarillas, calzas, monos motorizados para la asistencia durante un mayor período de tiempo, cápsulas de aislamiento para traslado de casos confirmados, y un Complejo de Aislamiento Preventivo modular y móvil, que se monta en menos de cuatro horas, y que puede desplazarse a cualquier parte de la Península si fuese necesario. También estableció la organización de los hospitales de referencia del SNS con el objetivo de afrontar, de forma eficiente y coordinada, las necesidades de atención que se habían presentado, y que pudieran presentarse por el virus del Ébola en España, y dentro de ese esquema, colaboró en el plan de transformación de la planta 22 del Hospital Central de la Defensa, como unidad de aislamiento de alto nivel para atender los casos de enfermedades altamente infecciosas. A través de la Escuela Nacional de Sanidad impulsó la formación tanto del personal civil como del Ejército de Tierra encargado del tratamiento contra el virus Ébola.

##### Caso difteria en niño no vacunado
En junio de 2015 se produjo en Cataluña un caso de difteria, enfermedad casi desaparecida y de difícil sospecha. Se trataba de un niño no vacunado que contrajo la enfermedad en Olot (Girona). Ingresado en el Hospital Universitario Valle de Hebrón de Barcelona, se hizo todo lo posible para disponer de los recursos terapéuticos tan especiales que requería esta enfermedad en las circunstancias actuales, en las que no se veía un caso de difteria desde el año 1988. Tras una búsqueda exhaustiva y compleja de antitoxina diftérica realizada directamente por el Secretario General de Sanidad y Consumo en los distintos países del mundo que podían tenerla, pudo localizar en menos de 48 horas en Rusia dosis con actividad y en cantidad suficiente (a diferencia de las ofrecidas por algún otro país), cuyas autoridades la pusieron a disposición de España enviándola de forma inmediata y desinteresada desde Moscú.

#### Salud pública
Promovió la modificación de la pauta de vacunación contra la varicela, que a partir de 2016 se administraría a todos los niños en edad pediátrica temprana (primera dosis a los 12-15 meses y segunda entre los 3 y 4 años). Al incluirse en calendario, quedaba garantizado el acceso gratuito a la vacuna para todas las familias. Hasta entonces se había mantenido  en el calendario vacunal a los 12 años de edad, estando indicada en adolescentes que eran susceptibles (que no habían pasado la enfermedad) y en los grupos de riesgo, pero no en la primera edad pediátrica.  Esto daba lugar a que los padres a los que se recomendaba la vacunación de sus hijos en edad pediátrica temprana les vacunasen fuera de calendario, a su coste. También se autorizó que la vacuna contra la meningitis B estuviese disponible en las oficinas de farmacia en España desde el 1 de octubre de 2015. Previamente, las familias tenían que desplazarse a países limítrofes en los que la vacuna sí se podía adquirir en farmacias.

#### Medicamentos
Durante esta etapa al frente de la secretaría general de Sanidad y Consumo, impulsó la elaboración y aprobación del Real Decreto Legislativo 1/2015, de 24 de julio, por el que se aprueba el texto refundido de la Ley de garantías y uso racional de los medicamentos y productos sanitarios.[cita requerida] La autorización que dio cobertura al texto refundido tuvo su razón de ser en la necesidad de dotar de una mayor seguridad jurídica a una regulación que se había caracterizado por una continua sucesión de normas que habían completado o modificado, de forma muy dispar, el texto original de la Ley 29/2006, de 26 de julio, lo que aconsejaba la aprobación de un texto único. También impulsó el Real Decreto 1090/2015, de 4 de diciembre, por el que se regulan los ensayos clínicos con medicamentos, los Comités de Ética de la Investigación con medicamentos y el Registro Español de Estudios Clínicos. Este real decreto actualizó la anterior legislación (Real Decreto 223/2004), incorporó la legislación europea para hacer viable la aplicación del Reglamento (UE) n.º 536/2014 del Parlamento Europeo y del Consejo, de 16 de abril de 2014, y desarrolló aquellos aspectos que el reglamento dejaba a la legislación nacional. Con ello se impulsó y facilitó la investigación clínica con medicamentos en España, la generación de conocimiento, la transparencia, la seguridad de los participantes y la utilidad de los resultados. También se regularon los Comités de Ética de la investigación con medicamentos y el Registro Español de Estudios Clínicos. Con este Real Decreto, España se adelantó a otros Estados miembros aplicando la normativa europea con todas sus garantías para los participantes en los ensayos clínicos y simplificando la tramitación del ensayo. De forma conjunta con el ministro de Hacienda y Administraciones Públicas impulsó la modificación de Ley 14/1986, de 25 de abril, General de Sanidad, para introducir mecanismos de transparencia y sostenibilidad del gasto en productos farmacéuticos y sanitarios. A través de la Ley Orgánica 6/2015, de 12 de junio, de modificación de la Ley Orgánica 8/1980, de 22 de septiembre, de financiación de las comunidades autónomas y de la Ley Orgánica 2/2012, de 27 de abril, de Estabilidad Presupuestaria y Sostenibilidad Financiera, se estableció la obligación de las CCAA de remitir periódicamente al Ministerio de Hacienda y Administraciones Públicas, para su seguimiento y publicación a través de la Central de Información Económico-Financiera de las Administraciones Públicas, los datos de su gasto farmacéutico hospitalario, su gasto en productos farmacéuticos y sanitarios por recetas médicas u orden de dispensación y su gasto en productos sanitarios sin receta médica u orden de dispensación; los datos de gasto en inversiones reales en el ámbito sanitario, especialmente en relación con equipos de alta tecnología sanitaria de uso hospitalario, así como otros datos significativos en relación con el gasto sanitario; y las medidas adoptadas, así como su grado de avance, para mejorar la eficiencia y sostenibilidad del sistema sanitario.

#### Consumo
Impulsó el proyecto de Ley por la que se incorporó al ordenamiento jurídico español la Directiva 2013/11/UE, del Parlamento Europeo y del Consejo, de 21 de mayo de 2013, relativa a la resolución alternativa de litigios en materia de consumo. Asimismo, se amplió mediante Real Decreto la autorización de comercialización y uso de materiales plásticos reciclados obtenidos en España para su utilización en materiales y objetos destinados a entrar en contacto con alimentos. De esta manera, se amplió su ámbito de utilización a otros materiales plásticos distintos del polietilentereftalato (PET) y para otros alimentos diferentes al agua envasada y las bebidas refrescantes, para los que ya se encontraban autorizados.

### Elecciones generales de 2015
Rubén Moreno fue elegido diputado por Valencia y ejerció como portavoz adjunto, Coordinador de Comisiones, y Coordinador de Asuntos Exteriores, Unión Europea y Cooperación Internacional para el Desarrollo del Grupo Parlamentario Popular en el Congreso de los Diputados, y Vicepresidente Primero de la Comisión Mixta para la Unión Europea

### Elecciones generales de 2016
Rubén Moreno fue elegido nuevamente diputado por Valencia al Congreso, donde ejerció de portavoz adjunto, Coordinador de Comisiones, y Coordinador de Asuntos Exteriores, Unión Europea y Cooperación Internacional para el Desarrollo del Grupo Parlamentario Popular en el Congreso de los Diputados. Fue además vocal de la Diputación Permanente, portavoz adjunto de la Junta de Portavoces, vicepresidente primero de la Comisión de Ciencia, Innovación y Universidades, y ponente de la Ponencia estudio consecuencias salida Reino Unido de la UE.

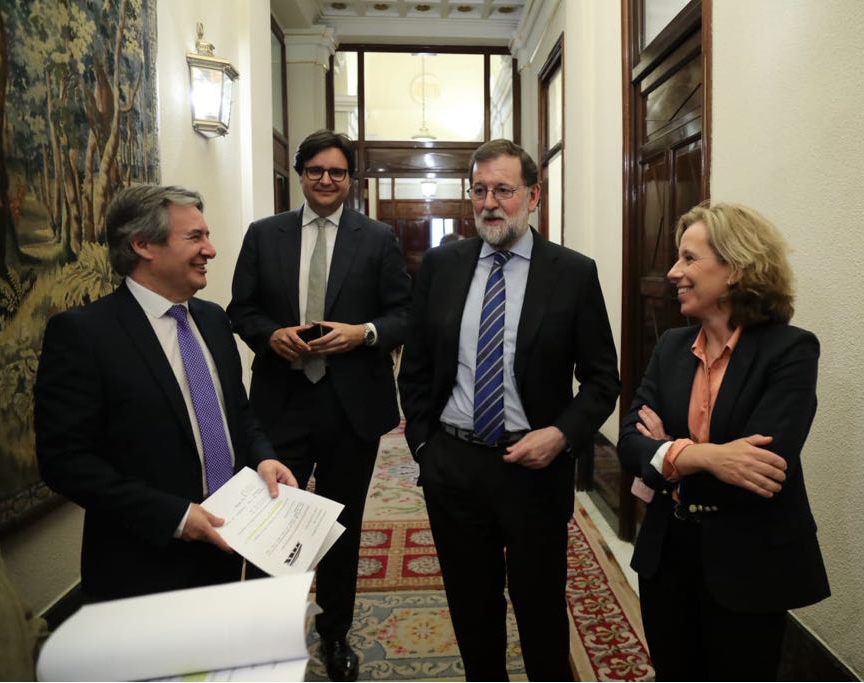
El secretario de Estado de RRCC Rubén Moreno con el presidente Mariano Rajoy en el pabellón del Gobierno del Congreso de los Diputados, antes de la votación de los Presupuestos Generales del Estado de 2018

### Secretaría de Estado de Relaciones con las Cortes
El 2 de febrero de 2018 fue nombrado Secretario de Estado de Relaciones con las Cortes en el Ministerio de la Presidencia. Como Secretario de Estado de Relaciones con las Cortes le correspondían las relaciones entre el Gobierno y las Cortes Generales, y la coordinación de los asuntos de relevancia constitucional y del programa legislativo del Gobierno. En particular, como órgano de comunicación habitual entre el Gobierno y las Cortes Generales, le correspondía: a) la asistencia o representación del titular del Ministerio de la Presidencia y para las Administraciones Territoriales en las reuniones de las Juntas de Portavoces de las Cámaras; b) la remisión a las Cortes Generales de los escritos y comunicaciones que el Gobierno enviaba a las Cámaras; c) el estudio, seguimiento y coordinación de la tramitación parlamentaria del programa legislativo del Gobierno; y d) la coordinación de la actividad administrativa de las relaciones del Gobierno con las Cortes Generales y la asistencia al Gobierno en el ámbito del control parlamentario y, en general, en sus relaciones con las Cámaras. Solo en control escrito al Gobierno se tramitaron 23.555 preguntas escritas y peticiones de informes; 8.744 del Congreso de los Diputados, y 14.811 del Senado.
El 8 de junio de 2018 dejó de ser Secretario de Estado de Relaciones con las Cortes permaneciendo como diputado en el Congreso, una semana después de ser aprobada la moción de censura a Mariano Rajoy, presentada por Pedro Sánchez Pérez-Castejón, tras la que Felipe VI dispuso el nombramiento de Sánchez como presidente del Gobierno por real decreto de 1 de junio, prometiendo su cargo ante el monarca al día siguiente en el Palacio de la Zarzuela.

### Elecciones generales del 10N 2019
Fue elegido Senador por Valencia en las elecciones generales celebradas el 10 de noviembre de 2019, donde ejerció de portavoz del Grupo Parlamentario Popular en la Comisión Mixta para la Unión Europea; vocal de las Comisiones de Asuntos Exteriores; Ciencia, Innovación y Universidades; y Sanidad y Consumo. Fue Ponente de la Ponencia para participar en la preparación de la Presidencia española del Consejo de la Unión Europea durante el segundo semestre de 2023; de la Ponencia relativa a la Conferencia sobre el Futuro de Europa; y de la Ponencia para el estudio de las consecuencias derivadas de la salida del Reino Unido de la Unión Europea el 1 de febrero de 2020 y la futura relación con dicho Estado.

### Radio Televisión Española (RTVE)
Rubén Moreno Palanques, junto a Eladio Jareño Ruiz, Ignacio Ruiz-Jarabo y Marina Vila Menor, fue elegido por mayoría absoluta del Pleno del Senado, en su sesión del 21 de noviembre de 2024, como Consejero de la Corporación Radio Televisión Española (RTVE).
Familiarmente estuvo vinculado con anterioridad a los medios de comunicación e industria audiovisual por su matrimonio con Rosa María Lladró, miembro de la empresa Lladró cofundadora de Antena 3; y de la productora cinematográfica Malvarrosa Media (2002-2012), responsable de El fin de la algarabía (2002), El coche de pedales (2003) y Di Di Hollywood (2010), entre otros.

## Condecoraciones y distinciones
- Caballero Gran Cruz de la Orden de Isabel la Católica ( España, 28 de octubre de 2002).[95]
- Gran Cruz de la Orden del Mérito Civil ( España, 7 de septiembre de 2018).[96]
- Académico Correspondiente de la Real Academia de Medicina de la Comunidad Valenciana.

## Publicaciones

### Artículos científicos relevantes
- Initial assessment of human gene diversity and expression patterns based upon 83 million nucleotides of cDNA sequence. Adams, M.D., Kerlavage, A.R., Fleischmann, R.D., Fuldner, R.A., Bult, C.J., Lee, N.H., Kirkness, E.F., Weinstock, K.G., Gocayne, J.D., White, O., Sutton, G., Blake, J.A., Brandon, R.C., Chiu, M.W., Clayton, R.A., Cline, R.T., Cotton, M.D., Earle-Hughes, J., Fine, L.D., FitzGerald, L.M., FitzHugh, W.M., Fritchman, J.L., Geoghagen, N.S.M., Glodek, A., Gnehm, C.L., Hanna, M.C., Hedblom, E., Hinkle, P.S. Jr, Kelley, J.M., Klimek, K.M., Kelley, J.C., Liu, L.-I., Marmaros, S.M., Merrick, J.M., Moreno-Palanques, R.F., McDonald, L.A., Nguyen, D.T, Pellegrino, S.M., Phillips, C.A., Ryder, S.E., Scott, J.L., Saudek, D.M., Shirley, R., Small, K.V., Spriggs, T.A., Utterback, T.R., Weidman, J.F., Li, Y., Barthlow, R., Bednarik, D.P., Cao, L., Cepeda, M.A., Coleman, T.A., Collins, E.-J., Dimke, D., Feng, P., Ferrie, A., Fischer, C., Hastings, G.A., He, W.-W., Hu, J.-S., Huddleston, K.A., Greene, J.M., Gruber, J., Hudson, P., Kim, A., Kozak, D.L., Kunsch, C., Ji, H., Li, H., Meissner, P.S., Olsen, H., Raymond, L., Wei, Y.-F., Wing, J., Xu, C., Yu, G.-L., Ruben, S.M., Dillon, P.J., Fannon, M.R., Rosen, C.A., Haseltine, W.A., Fields, C., Fraser, C.M. and Venter, J.C. Nature, 377 (Suppl.): 3-174 (1995).[9]

- Complementary DNA sequencing: "expressed sequence tags" and the human genome project. Adams, M.D., Kelley, J.M., Gocayne, J.D., Dubnick, M., Polymeropoulos, M.H., Xiao, H., Merril, C.R., Wu, A., Olde, B., Moreno, R., Kerlavage, A.R., McCombie, W.R., and Venter, J.C. Science, 252: 1651-1656 (1991)[8]
- Sequence identification of 2375 human brain genes. Adams, M., Dubnick, M., Kerlavage, A., Moreno, R., Kelley, J., Utterback, T., Nagle, J., Fields, C., and Venter, J.C. Nature, 355: 632-634 (1992)[13]
- Chromosomal assignment of 46 brain cDNAs. Polymeropoulos MH, Xiao H, Glodek A, Gorski M, Adams MD, Moreno RF, Fitzgerald MG, Venter JC, Merril CR. Genomics. 12: 492-496 (1992)[97]
- Construction of cDNA libraries. Moreno-Palanques, R.F. and Fuldner, R.A. In: Automated DNA Sequencing and Analysis (C. Fields, M. Adams, and J. C. Venter, ed.), London: Academic Press, 102-109, 1994.[98]
- Gene therapy: Protocols and patient register. Moreno-Palanques, R. F. In:  Gene Therapy. Bilbao: Fundación BBV, 133-187, 1995.
- El Sistema Nacional de Salud en la nueva etapa de descentralización plena. Moreno Palanques, RF. Presupuesto y Gasto Público, 28: 117-121, 2002. (Madrid: Instituto de Estudios Fiscales, Ministerio de Economía y Hacienda)[99]
- La financiación de la asistencia sanitaria prestada a través del INSALUD. Moreno Palanques, RF. Presupuesto y Gasto Público, 25: 139-147, 2001 (Madrid: Instituto de Estudios Fiscales, Ministerio de Economía y Hacienda)[99]
- El papel del Ministerio de Sanidad y Consumo ante la descentralización plena de la Gestón Sanitaria. Moreno Palanques, R.F. Revista de Administración Sanitaria, IV (16): 15-27 (2000)[100]